# Кумушка, Виестурс Мартынович
Виестурс Мартынович Кумушка (латыш. Viesturs Kumuška) — советский латвийский легкоатлет, специалист по барьерному бегу. Член советской сборной в середине 1950-х годов, победитель соревнований по лёгкой атлетике на V Всемирном фестивале молодёжи и студентов в Варшаве, двукратный бронзовый призёр чемпионатов СССР. Мастер спорта СССР (1955).
Тренер по лёгкой атлетике, преподаватель Латвийского государственного института физической культуры.

## Биография
Занимался лёгкой атлетикой в Риге, представлял Латвийскую ССР.
Впервые заявил о себе на всесоюзном уровне в сезоне 1955 года, когда на чемпионате СССР в Тбилиси в беге на 110 метров с барьерами показал результат 15,1 — финишировал позади киевлянина Евгения Буланчика и ленинградца Бориса Столярова. Попав в состав советской сборной, принимал участие в соревнованиях по лёгкой атлетике на V Всемирном фестивале молодёжи и студентов в Варшаве, где вместе с Михаилом Никольским, Юрием Литуевым и Ардалионом Игнатьевым одержал победу в эстафете 4 × 400 метров.
В 1956 году на чемпионате страны в рамках Первой летней Спартакиады народов СССР в Москве с результатом 52,1 выиграл бронзовую медаль в зачёте бега на 400 метров с барьерами — уступил здесь только москвичам Игорю Ильину и Вячеславу Богатову.
После завершения спортивной карьеры работал старшим преподавателем в Латвийском государственном институте физической культуры в Риге.
Проявил себя на тренерском поприще, подготовил ряд титулованных латвийских барьеристов, в том числе являлся личным тренером двукратного чемпиона СССР, участника Олимпийских игр Эдвина Загериса.
За большой вклад в развитие легкоатлетического спорта в стране Указом Президиума Верховного Совета Союза ССР от 24 июля 1968 года награждён орденом «Знак Почёта».